# リー・ティェンシェン
リー・ティェンシェン（1982年 - ）は、台湾人ヴァイオリニスト。米国ボストン芸術学院（ボストン音楽院）大学院ヴァイオリン演奏修士卒業。現台湾のレアー弦楽器株式会社営業部長。

## 人物歴
台北市出身。1982年、両親共に高校教育者の家に生まれ、3歳より祖母と父にピアノの手ほどきを受ける。台湾学生音楽コンクールヴァイオリン部門全国第3位。2005年2月NHK交響楽団第一コンサートマスター篠崎史紀に師事する、同年6月国立台湾師範大学音楽学部卒業。2007年8月米国に渡り、ボストン芸術学院（ボストン音楽院）大学院に全額奨学生として入学、師1974年パガニーニ国際コンクール銀賞を受賞者リーン‧チャン（Lynn Chang）とボストン交響楽団ヴァイオリン奏者ジョセフ‧マクガゥーリの門戸を叩き。また、グラマシーピアノ三重奏団（Gramercy Trio）、ケプラー弦楽四重奏団（Kepler String Quartet）のメンバーに室内楽を師事した。ボストン芸術学院で研鑽を積み、同芸術学院のオーケストラコンサートマスター、アトランティック交響楽団準コンサートマスター代行を経て。留学中、米国サラソータ音楽祭、ユーチューブ交響楽団高峰会、National Orchestral Institute音楽祭の特別奨学生に選ばれ、マイケル・ティルソン・トーマス（Michael Tilson Thomas）、アンドリュー・リットン（Andrew Litton）、マイケル・スターン（Michael Stern）、ジョセフ‧シルヴァースタインなど世界的指揮者と共演を果たす。ニューヨークのカーネギーホール、ボストンのジョルダンホール、ワシントン・コロンビア特別区のクラリス・スミス演奏芸術センター、フロリダのサラソータ歌劇場で演奏する、ソロ、室内楽奏者、オーケストラ奏者として米国各地にて活動。2009年、修士課程を修了して帰国し、現プロのレアー弦楽器投資顧問とヴァイオリニストとして活動。

## 評価
"彼の演奏は美しい、美しい音色である。"─ボストン交響楽団ヴァイオリン奏者ローナン‧レフコウィッツ